# Myrmica foreliana
Myrmica foreliana (лат.) — вид мелких муравьёв рода Myrmica (подсемейство мирмицины). Горный эндемик Индии.

## Распространение
Южная Азия: Индия, центральные Гималаи.

## Описание
Мелкие коричневые муравьи длиной около 5 мм с длинными шипиками заднегруди. Усики 12-члениковые, булава из 4 сегментов. Стебелёк между грудкой и брюшком состоит из двух члеников: петиолюса и постпетиолюса (последний четко отделен от брюшка), жало развито, куколки голые (без кокона). Петиоль с длинным передним стебельком. Брюшко гладкое и блестящее.
Матка и рабочие особи были собраны под камнем в мае месяце, когда температура в долине Чопта составляла 23 °C, а влажность 75 %. Этот регион имеет альпийскую растительность, с орхидеями, рододендроном и другой высокогорной растительностью.

## Систематика
Близок к виду Myrmica rupestris и видам группы Myrmica rugosa-group. Вид был впервые описан в 2001 году мирмекологами Александром Радченко (Украина) и Грэхемом Элмсом (Великобритания) и назван в честь швейцарского мирмеколога Огюста Фореля (Auguste Forel), который впервые описал этот таксон под названием Myrmica smythiesii carbonaria Forel, 1902, которое оказалось занято именем Myrmica carbonaria  Smith, F. 1858 (перенесённым в свою очередь в род Monomorium).